# Radomir Putnik
Radomir Putnik (Kragujevac, 1847. január 24. – Nizza, 1917. május 17.) szerb tábornok, vezérkari főnök, hadügyminiszter, a szerb hadsereg főparancsnoka.

## Élete
A tiszti iskolát 1866-ban végezte el. 
1876-77-ben a törökök, 1885-1886-ban a bolgárok elleni hadműveletekben vesz részt. 1903-tól vezérkari főnök kisebb megszakításokkal, háromszor ugyanis a hadügyminiszteri posztot is betöltötte. Az 1912-1913. évi Balkán-háború során a szerb hadműveletek irányítója. Az I. világháború kezdeti hónapjaiban, 1914 augusztusa és decembere között sikerrel tartóztatja fel az osztrák–magyar haderő támadását. 
Az osztrák–magyar csapatok által decemberben elfoglalt fővárost, Belgrádot is sikerül visszafoglalnia. A németek segítségével 1915-ben újraindított támadás hatására a szerb hadsereg összeomlik, a súlyosan beteg Putnikot is csak nagy nehézségek árán sikerül kimenekíteni az országból. A szerb hadsereg maradékát antant hadihajókon viszik el a még akkor semleges Görögország területére, főleg Korfura. 
Utolsó hónapjaiban Franciaországban élt.